# آنتس پاولس
آنتس پاولس (استونیایی: Ants Pauls؛ زادهٔ ۳۰ مارس ۱۹۴۰) سیاستمدار  و نماینده سابق مجلس اهل استونی است.